# Гурзуфський парк
Гурзу́фський парк — ландшафтний парк в селищі міського типу Гурзуф, у південно-західній його частині. Створений 1803 року за наказом герцога Рішельє в долині річки Авунда. Займає площу понад 12 га.

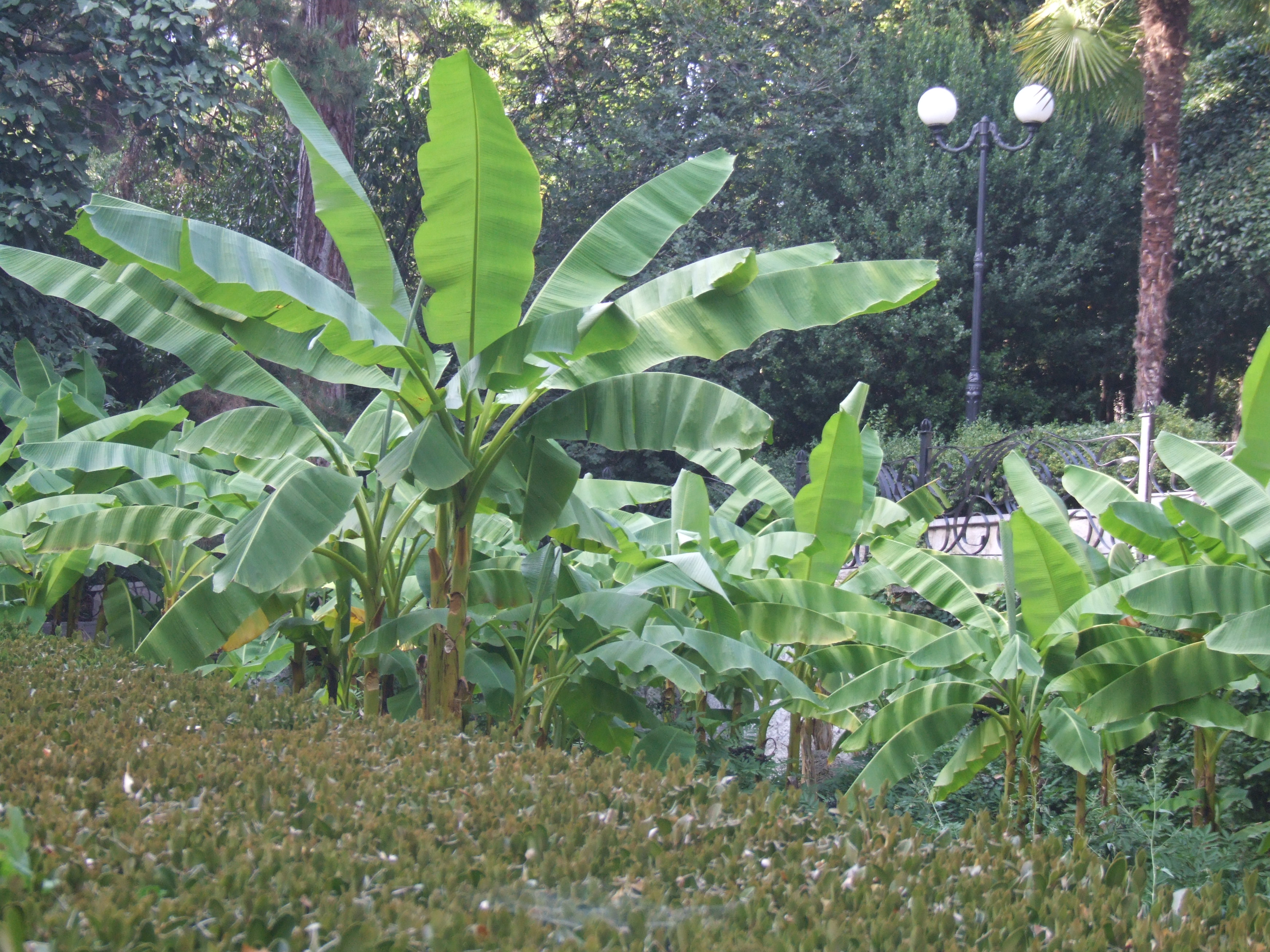
Бананові пальми в Гурзуфському парку

У парку росте понад 150 видів і декоративних форм дерев і чагарників південної флори. З місцевих видів ростуть суничник дрібноплодний, сосна кримська, ялівець високий, фісташка туполистна, ладанник кримський. Іноземні види представлені багатьма субтропічними вічнозеленими хвойними і листяними породами. Великий інтерес представляють старі насадження кипариса пірамідального, секвойядендрона гігантського, магнолії крупноквіткової, кедрів ліванського, гімалайського і атласького, маслини європейської, кипарисовика Лавсона.
У парку прекрасні скульптури і фонтани, в числі яких особливою популярністю виділяються алегорична художня композиція фонтану «Ніч» і фонтан «Рахіль» (кінець XIX століття). Встановлені тут бюсти Пушкіна, Адама Міцкевича, Лесі Українки, Чехова, Шаляпіна, Горького і Маяковського.
Нині парк розділений на дві частини — на його території розташовані два санаторії, «Гурзуфський» і «Пушкіно». На території останнього міститься Республіканський музей О. С. Пушкіна, будинок в якому 17 днів мешкав поет.
На околиці парку, що межує з набережною, розміщений Гурзуфський дельфінарій (наразі не працює. Басейн, де колись розміщувався дельфінарій, використовує санаторій «Пушкіно» як плавальний).